# Kanton Châtel-Guyon
Der Kanton Châtel-Guyon ist seit 2015 ein französischer Wahlkreis in den Arrondissements Clermont-Ferrand und Riom im Département Puy-de-Dôme in der Region Auvergne-Rhône-Alpes. 

## Gemeinden
Der Kanton besteht aus acht Gemeinden mit insgesamt 23.939 Einwohnern (Stand: 2022) auf einer Gesamtfläche von 78,85 km²:
| Gemeinde            | Einwohner 1. Januar 2022 | Fläche km² | Dichte Einw./km² | Code INSEE | Postleitzahl | Arrondissement   |
| ------------------- | ------------------------ | ---------- | ---------------- | ---------- | ------------ | ---------------- |
| Châteaugay          | 3.143                    | 9,08       | 346              | 63099      | 63119        | Clermont-Ferrand |
| Châtel-Guyon        | 6.294                    | 14,06      | 448              | 63103      | 63140        | Riom             |
| Enval               | 1.581                    | 4,87       | 325              | 63150      | 63530        | Riom             |
| Malauzat            | 1.160                    | 5,99       | 194              | 63203      | 63200        | Riom             |
| Marsat              | 1.452                    | 4,08       | 356              | 63212      | 63200        | Riom             |
| Ménétrol            | 1.641                    | 8,94       | 184              | 63224      | 63200        | Riom             |
| Mozac               | 3.889                    | 4,05       | 960              | 63245      | 63200        | Riom             |
| Volvic              | 4.779                    | 27,78      | 172              | 63470      | 63530        | Riom             |
| Kanton Châtel-Guyon | 23.939                   | 78,85      | 304              | 6309       | –            | –                |